# Aryjczyk

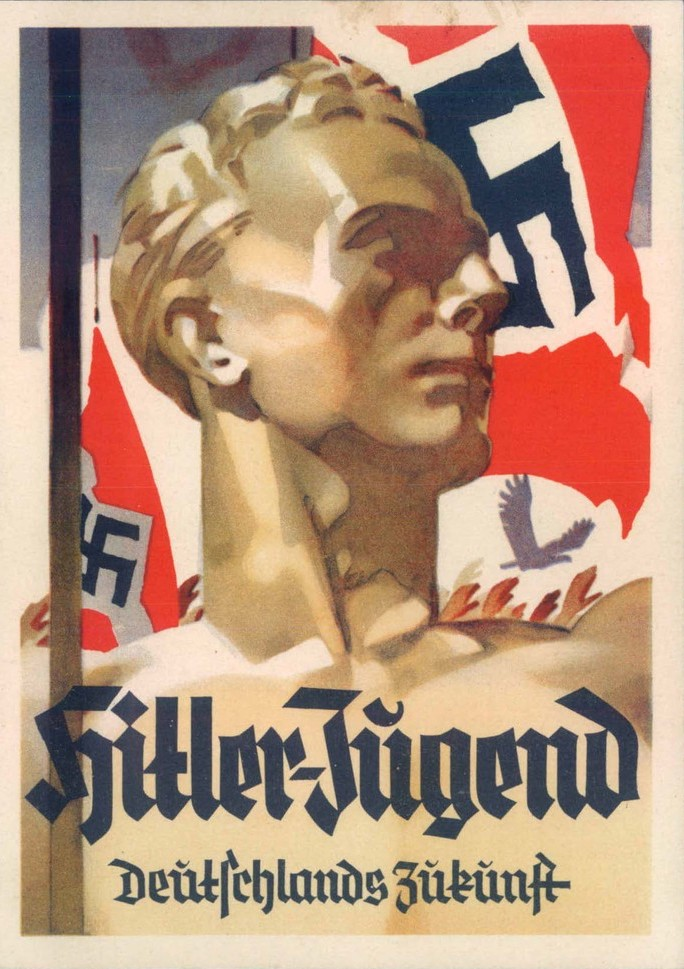
Plakat propagandowy nazistów pt:,, Hitler Jugend przyszłością Niemiec. Autor: L. Hohlwein. Wysoki blondyn o podłużnej czaszce i niebieskich oczach. Taki wygląd według nazistów charakteryzuje Germanów (aryjczyków). Hitler wykorzystuje koncepcję czystej rasy niemieckiej do budowania potęgi Niemiec, które miały zdominować świat.

Aryjczyk (niem. Arier) („rasa panów”) – termin przejęty i używany przez nazistów niemieckich w ich koncepcji ras związanej z ludami mówiącymi językami indoirańskimi z rozszerzeniem na ludy posługujące się innymi językami indoeuropejskimi. Historia terminu jest jednak znacznie starsza, istniał on długo przed nazizmem, natomiast od 1845 rasa aryjska została zdefiniowana jako pozytywna antyteza narodu żydowskiego; treść terminu naginano stosownie do potrzeb polityki rasistowskiej w okresie III Rzeszy. 
Pierwszy raz terminu „Aryjczyk” użył w 1767 przyrodnik James Parsons, w dziele Pozostałości Jafeta. Badania historyczne na temat podobieństw i pochodzenia języków europejskich. Odkrywszy podobieństwa języków europejskich do niektórych azjatyckich, doszedł do wniosku, że wywodzą się od jednego wspólnego prajęzyka. Miał nim posługiwać się Jafet, młodszy syn Noego, który dał początek ludom aryjskim – natomiast Sema, najstarszego syna Noego, uznał za ojca ludów semickich. W ten sposób dokonał podziału ludzkości na dwie wielkie grupy: Aryjczyków i Semitów. Jego koncepcja w okresie późniejszym stała się nazistowską wizją świata. Według innej koncepcji, również opartej na Biblii, wszystkie trzy rasy (Semici, Chamici i Jafetyci) wywodzą się od Noego.
Kontynuatorem koncepcji Parsonsa był francuski pisarz Arthur de Gobineau, który w dziele pt. Szkice o nierówności ras ludzkich zmierzał do uznania Aryjczyków jako rasy nadludzi. Natomiast Friedrich Schleger dowodził, że nazwa „Aryjczyk” pochodzi od terminu, który w sanskrycie oznacza szlachetny, dostojny i powiązał go z niemieckim słowem Ehre (honor). Gobineau twierdził, że w żyłach Germanów płynie aryjska krew i że pozostali rasą czystą z fizycznym podobieństwem do swoich przodków, czyli są wysokimi blondynami o podłużnej czaszce i niebieskich oczach. Zdanie to podzielał Ernst Haeckel i – uznając, że Aryjczycy (Niemcy) są lepsi od innych ras – domagał się budowy silnych i zjednoczonych Niemiec, które będą zdolne zdominować świat. W praktyce tego zadania podjął się Adolf Hitler.
Guido von List usiłował nawet w 1902 roku dowieść boskiego pochodzenia Aryjczyków, stwierdzając, że słowo niemieckie Arier powstało w oparciu o rdzenie ar (słońce), ri (płodzić) i er (ludzie). Po podjęciu tematu przez antropologów amatorów (wspomnianego von Lista i Lanza von Liebenfelda) teoria aryjskości przesunęła się od rozważań naukowych w stronę mitu.